# Народное собрание Иордании
Народное собрание Иордании (араб. مجلس الأمة‎, Мажлис аль-Умма) — двухпалатный представительный орган (парламент) Иордании.
В Собрании аянов насчитывается 65 членов, каждый из которых непосредственно назначен королем, а в Палате представителей 130 избранных членов, причем девять мест зарезервированы для христиан, три предназначены для черкесских и чеченских меньшинств и пятнадцать для женщин. Члены обоих домов служат на четырехлетний срок.

## Палаты
- Палата представителей (араб. مجلس النواب‎, Мажлис аль-Нуваб) включает 110 депутатов: 104 избранных на четыре года по округам и 6 женщин, выбранных особо. 9 и 3 депутатских мандата зарезервированы для христиан и черкесов.
- Собрание Аянов (араб. مجلس الأعيان‎, Мажлис аль-Айаян) включает 40 членов — аянов, назначенных королём.

## История
Как развивающаяся конституционная монархия, Иордания пережила испытания и невзгоды ближневосточной политики. Иорданская общественность живёт в условиях ограниченной демократии с момента обретения независимости в 1946 году, однако не настолько репрессивной, как диктаторские режимы в многих других арабских странах. Конституция 1952 года предусматривала, что граждане Иордании формируют и вступают в политические партии. Такие права были приостановлены в 1967 году, когда было объявлено чрезвычайное положение, а также военное положение и приостановление действия Парламента, продолжающееся до тех пор, пока оно не было отменено в 1989 году.
В 1988 году король Хусейн прекратил политические связи с Западным берегом после израильской оккупации. Впоследствии гражданские беспорядки, последовавшие за премьер-министром Аль-Рифаи, предположительно использовали жестокую тактику против населения, которая привела к беспорядкам в апреле 1989 года. После того, как беспорядки улеглись, король уволил Аль-Рифаи и объявил о выборах. Действия короля по созыву парламентских выборов считались значительным шагом вперед, позволяя иорданской общественности иметь большие свободы и демократию.
Утверждалось, что влияние трайбализма на определение результатов выборов в парламент в Иордании не следует упускать из виду; он сильнее, чем политическая принадлежность. Племенная идентичность оказывает сильное влияние на жизнь Иордании: «... личности остаются основными движущими силами принятия решений на уровне личности, сообщества и государства».
В 2016 году король Иордании распустил парламент и назвал Хани аль-Мульки премьер-министром.